# Alois Hába
Alois Hába (Vizovice, 1893. június 21. – Prága,  1973. november 18.) cseh zeneszerző, zeneteoretikus és tanár. A modern klasszikus zene fontos felfedezői és a mikrotonális zene jelentős zeneszerzői közé tartozik. Kiváltképp a negyedhang skálát használta, bár használt hatod hangközöket (pl. az 5., 10. és 11. vonósnégyesben), ötöd (16. vonósnégyes) és tizenketteded hangközöket is. Termékeny pályafutása során Hába három operát, rengeteg kamarazenei darabot komponált, 16 vonósnégyest, zongora-, orgona- és kórusdarabokat, néhány zenekari művet és dalt. Speciális billentyűs és fafúvós hangszereket is készített, amelyek képesek voltak negyedhangos skálák lejátszására. 
A morva havasalföldi Vizovice kisvárosban született egy tízgyermekes családban. Ötéves korában derült ki, hogy abszolút hallása van. 

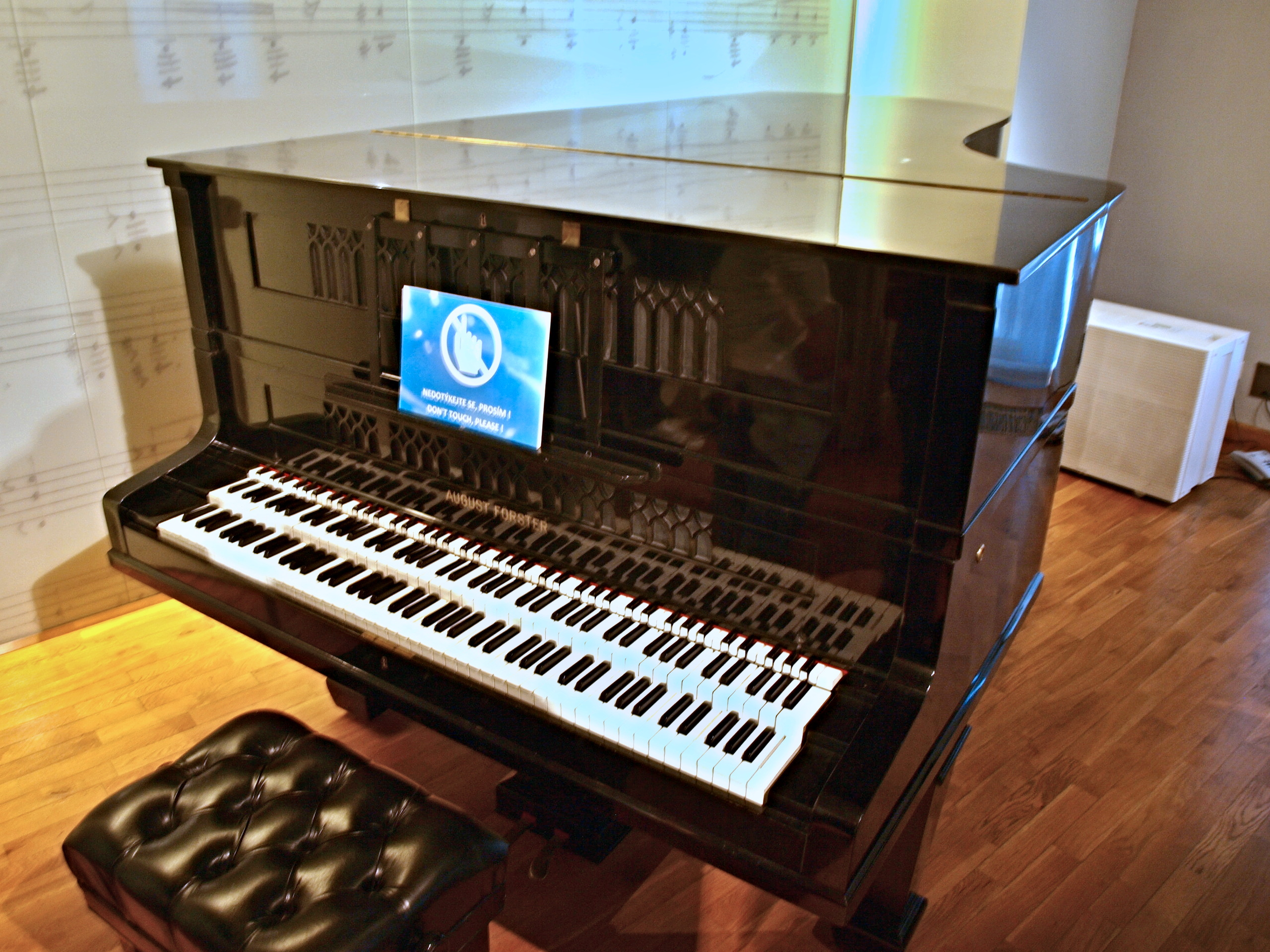
Negyedhangos zongora (1924) Hába terve alapján, a Förster cég építette; két független testből áll, és a három klaviatúrából (kiegészítő rövid billentyű/negyedhanggal magasabb/normál) (kiállítva a Cseh Zenei Múzeumban)

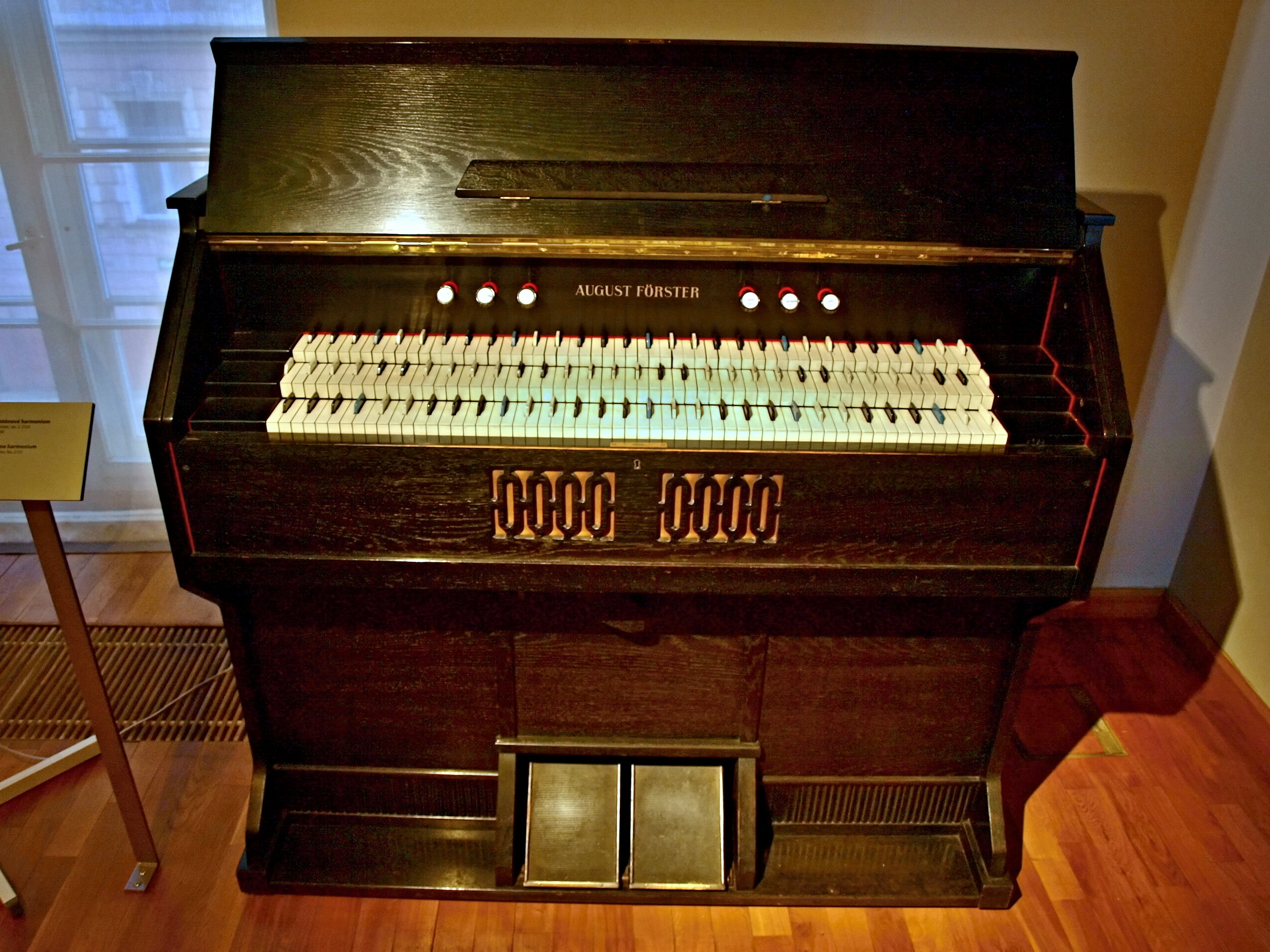
Hatodhangos harmónium (1937) Hába terve alapján, a Förster cég építette; hármas náddal, három klaviatúrával és hat regiszterrel rendelkezik (kiállítva a Cseh Zenei Múzeumban)

## Művei
Alois Hába művei összesen 103 opust számlálnak, amelyek többsége kamarazene. A legfontosabbak közé tartoznak vonósnégyesei, amelyek jól dokumentálják és demonstrálják stílusának fejlődését. Az 5-ös, 10-es és 11-esben Hába a negyedhangok mellett hatodhangokat is használt, csak úgy, mint a Hat darab hatodhangú harmóniumra vagy vonósnégyesre (1928), a Duó hatodhangú hegedűkre (1937), a Thy Kingdom Come zenei dráma hét jelenetben (1937–42), Szvit hatodhangon szóló hegedűre (1955) és Szvit hatodhangon szóló csellóra (1955) című művek esetében is.

## Reprezentatív felvételek
- Teljes vonósnégyesek (4 CD, Bayer Records, Németország, 2006), a cseh Stamic Quartet együttes előadásában
- Négy fúga orgonára az Alois Hába / Miloslav Kabeláč / Jan Hora / Petr Čech – Complete Organ Works című album részeként (Vixen, Csehország, 2001, CD)
- Teljes Nonets. A cseh Nonet (Supraphon, Cseh Köztársaság, 1995)
- A 20. század cseh zenéje: Alois Hába – Kamarazene. Suk Quartet és Cseh Nonet (Prága, Franciaország, 1993)
- Anya a Prágai Nemzeti Színház zenekarától, kórusa és szólistái közreműködésével (Supraphon, Csehszlovákia, 1966, 1980 és 1982 – 2 nagylemez; CD)[15]

## Fordítás
Ez a szócikk részben vagy egészben  az   Alois Hába című angol Wikipédia-szócikk ezen változatának fordításán alapul.  Az eredeti cikk szerkesztőit annak laptörténete sorolja fel. Ez a jelzés csupán a megfogalmazás eredetét és a szerzői jogokat jelzi, nem szolgál a cikkben szereplő információk forrásmegjelöléseként.

## További irodalom
- Alois Hába: Harmonielehre des diatonischen, chromatischen, Viertel-,Drittel-, Sechstel- und Zwölftel-Tonsystems: Theoretischer Teil.  2008. ISBN 978-38-37001-43-3
- Alois Hába: Harmonielehre des diatonischen, chromatischen, Viertel-,Drittel-, Sechstel- und Zwölftel-Tonsystems: Praktischer Teil.  2008. ISBN 978-38-37001-44-0
- Vlasta Reittererová és Lubomír Spurný: Alois Hába (1893–1973): mezi tradicí a inovací. Prága: Koniasch Latin Press, 2014. ISBN 978-80-87773-08-6
- Horst-Peter Hesse, Wolfgang Thies (Hrsg.): Gedanken zu Alois Hába. Müller-Speiser, Anif/Salzburg 1996, ISBN 3-85145-044-2, (Wort und Musik – Salzburger akademische Beiträge 35).
- Jiří Vysloužil: Alois Hába 1893–1993. Sbornik k životu a dílu skladatele. Nakladatelství LIPA, Vizovice 1993.
- Jiří Vysloužil: Alois Hába und die Musik des Vorderen Orients. In: Franz Födermayr, Ladislav Burlas (Hrsg.): Ethnologische, Historische und Systematische Musikwissenschaft. Oskár Elschek zum 65. Geburtstag. Institut für Musikwissenschaft der Slowakischen Akademie der Wissenschaften. ASCO art & science, Bratislava 1998, S. 417–421
- Jiří Vysloužil: Alois Hába von heutiger Sicht gesehen und gewertet. In: Respicio. Hudebně-historické studie a statě. Sborník prací k sedmdesátinám Oldřicha Pulkerta. Resonus, Prag 2000, S. 69–73.
- Lubomír Spurný: Alois Hába (21st june 1893 – 18th november 1973), between tradition and innovation. In: Czech Music, 3, 2005, S. 1–8
- Lubomír Spurný, Jiří Vysloužil: Alois Hába: A Catalogue of the Music and Writings. Koniasch Latin Press, Prag 2010, ISBN 978-80-86791-78-4.